# Râul Chicera, Hârtibaciu
Râul Chicera este un curs de apă, afluent al râului Hârtibaciu. 